# Винка (Маса-Карара)
Винка (итал. Vinca) је насеље у Италији у округу Маса-Карара, региону Тоскана.
Према процени из 2011. у насељу је живело 188 становника. Насеље се налази на надморској висини од 767 м.